# Provincia Cuando Cubango
Cuando Cubango este o provincie în Angola. Reședința acesteia este orașul Menongue.

## Municipalități
- Calai
- Cuangar
- Cuchi
- Cuito Cuanavale
- Dirico
- Mavinga
- Menongue
- Nankova
- Rivungo